# Srebrenik
Srebrenik (kyrilliska: Сребреник) är en mindre stad i kommunen Srebrenik i kantonen Tuzla i nordöstra Bosnien och Hercegovina. Staden ligger cirka 23,5 kilometer nordväst om Tuzla. Srebrenik hade 6 694 invånare vid folkräkningen år 2013.
Av invånarna i Srebrenik är 93,04 % bosniaker, 2,08 % bosnier, 1,34 % kroater, 0,63 % serber och 0,46 % muslimer (2013).
Namnet kommer från ordet "srebro" som betyder silver. Borgen nämns skriftligen för första gången år 1333. Det tjänstgjorde som residens av det bosniska kungariket.

## Sport
År 1953 bildades en fotbollsklubb i Srebrenik med namnet FK Gradina. Klubben spelar i den första ligan i Federationen Bosnien och Hercegovina. Även en basketklubb (KK Gradina) och en volleybollklubb (OK Gradina) finns.